# Grzegorz Krzak
Grzegorz Krzak (ur. 1964) – polski trener koszykarski.
Trener koszykówki czynny od 1989 r. praktycznie całą karierę trenerską spędził w WKS Śląsk Wrocław.

## Osiągnięcia
Drużynowe
- Mistrzostwo Polski:
  - juniorów starszych (2004) trener główny WKS Śląsk Wrocław,
  - juniorów (2005) jako asystent, trener główny - Tomasz Jankowski WKS Śląsk Wrocław,
  - kadetów (1993, 2004) trener główny WKS Śląsk Wrocław,
- Wicemistrzostwo Polski:
  - juniorów (1994, 1995) jako asystent, trener główny - Arkadiusz Koniecki WKS Śląsk Wrocław[2],
- Mistrzostwo Polski w koszykówce Kobiet (2017) jako asystent, trener główny - Arkadiusz Rusin[3],
- 4. miejsce podczas finałów Ogólnopolskiej Olimpiady Młodzieży w koszykówce dziewcząt (2018) asystent - Jarosław Pytkowski Reprezentacja Dolnego Śląska[4],
- Brązowy medal na turnieju o rozstawienie Ogólnopolskiej Olimpiady Młodzieży w koszykówce dziewcząt (2018) asystent - Maksym Papacz[5],
- 5. miejsce podczas finałów Ogólnopolskiej Olimpiady Młodzieży w koszykówce dziewcząt (2019) jako asystent, trener główny - Maksym Papacz Reprezentacja Dolnego Śląska[6],
- Mistrzostwo III ligi polskiej w koszykówce mężczyzn z KS HES BasketBall Wrocław[7]
- Awans do II ligi polskiej w koszykówce mężczyzn z KS HES BasketBall Wrocław[8],

## Wychowankowie
Grzegorz Krzak przez lata swojej pracy wychował wielu koszykarzy, takich jak, m.in.: Robert Skibniewski, Artur Mielczarek, Iwo Kitzinger, Mateusz Jarmakowicz.